# Liste der Baudenkmale in Oldenburg (Oldb) – Leo-Trepp-Straße
In der Liste der Baudenkmale in Oldenburg (Oldb) – Leo-Trepp-Straße stehen alle Baudenkmale der Leo-Trepp-Straße in Oldenburg (Oldb).  Die Quelle der IDs und der Beschreibungen ist der Denkmalatlas Niedersachsen.
Der Stand der Liste ist das Jahr 2022(10).

## Allgemein
In den Spalten befinden sich folgende Informationen:
- Lage: die Adresse des Baudenkmales und die geographischen Koordinaten. Kartenansicht, um Koordinaten zu setzen. In der Kartenansicht sind Baudenkmale ohne Koordinaten mit einem roten Marker dargestellt und können in der Karte gesetzt werden. Baudenkmale ohne Bild sind mit einem blauen Marker gekennzeichnet, Baudenkmale mit Bild mit einem grünen Marker.
- Bezeichnung: Bezeichnung des Baudenkmales
- Beschreibung: die Beschreibung des Baudenkmales. Unter § 3 Abs. 2 NDSchG werden Einzeldenkmale und unter § 3 Abs. 3 NDSchG Gruppen baulicher Anlagen und deren Bestandteile ausgewiesen.
- ID: die Objekt-ID des Baudenkmales
- Bild: ein Bild des Baudenkmales, ggf. zusätzlich mit einem Link zu weiteren Fotos des Baudenkmals im Medienarchiv Wikimedia Commons. Wenn man auf das Kamerasymbol klickt, können Fotos zu Baudenkmalen aus dieser Liste hochgeladen werden:

Zurück zur Hauptliste
| Lage                                           | Bezeichnung                                       | Beschreibung | ID       | Bild |
| ---------------------------------------------- | ------------------------------------------------- | --- | -------- | ---- |
| Leo-Trepp-Straße 5 53° 8′ 33″ N, 8° 12′ 24″ O  | Peter-Friedrich-Ludwigs-Hospital                  | Giebelständiger eineinhalbgeschossiger Putzbau von fünf Achsen mit Drempel unter Satteldach (Typus „Oldenburger Hundehütte“). Putzgliederung: geschossteilendes Gesims, Fensterrahmungen. Erbaut in den 1870er oder 1880er Jahren, 1918 Ankauf und Umbau für Krankenhausnutzung: im Erdgeschoss Unfallstation und Krankenküche, im Obergeschoss Wohnnutzung. | 37446987 | BW   |
| Leo-Trepp-Straße 9 53° 8′ 34″ N, 8° 12′ 24″ O  | Peter-Friedrich-Ludwigs-Hospital (Isoliergebäude) | Giebelständiger eineinhalbgeschossiger Putzbau von vier Achsen über Sockelgeschoss mit Drempel unter Satteldach (Typus Oldenburger Hundehütte"). Eingang auf der linken Seite. Putzgliederung: geschossteilende Gesimse, Fensterrahmungen. Vorgarten. Erbaut 1875. 1917 Ankauf und Umbau zum Isoliergebäude (bis 1945), nach 1945 Umbau zum Ärztewohnhaus mit Apotheke, 1983–1989 onkologische Ambulanz. | 37447038 |      |
| Leo-Trepp-Straße 13 53° 8′ 34″ N, 8° 12′ 24″ O | Peter-Friedrich-Ludwigs-Hospital (Bunker)         | Mit Grasdach getarnter Betonbunker (Luftschutzbunker) aus drei zum besseren Splitterschutz und zur Abschwächung der Druckwelle rechtwinklig versetzten Flügeln (Typus Lazarett-/Krankenhausbunker). Erbaut 1940. | 37451309 | BW   |
| Leo-Trepp-Straße 13 53° 8′ 34″ N, 8° 12′ 24″ O | Peter-Friedrich-Ludwigs-Hospital (Isolierbaracke) | Winkelförmiger eingeschossiger Holzbau unter Satteldach. Innen Mittelgang und seitliche Krankenzimmer. Nach Abbruch des Vorgängerbaus (Wohnhaus) erbaut 1915 als Isolierbaracke für Infektionskranke. 1994–1995 Umbau zum Figurentheater. | 37447311 | BW   |
| Leo-Trepp-Straße 13 53° 8′ 34″ N, 8° 12′ 23″ O | Peter-Friedrich-Ludwigs-Hospital (Liegehalle)     | Eingeschossiger Holzbau unter Flachdach hinter dem Bunker an der Grundstücksgrenze zur Kleinen Straße. Nach Osten ursprünglich offen. Bauzeitlicher Sandsteinboden erhalten. Um 1910 als Liegehalle zur Luftkur für Kranke erbaut. Nach dem II. Weltkrieg Nutzung als Holzschuppen. | 37451334 | BW   |
| Leo-Trepp-Straße 15 53° 8′ 35″ N, 8° 12′ 24″ O | Jüdisches Kulturzentrum                           | Giebelständiger eineinhalbgeschossiger Putzbau von vier Achsen mit Drempel unter Satteldach (Typus „Oldenburger Hundehütte“). Eingang auf der linken Seite. Putzgliederung: geschossteilendes Gesims, horizontale Fugen, Fensterrahmungen, im Giebel Brüstungsfelder. Rückwärtig versetzt jüngerer Anbau. Vorgarten. Erbaut 1876 als Wohnhaus mit Tischlerwerkstatt. Um 1916 Umbau für Krankenhauszwecke des Peter-Friedrich-Ludwigs-Hospitals. Um 2000 erneuter Umbau und Einbeziehung in das Jüdische Kulturzentrum. | 37447382 | BW   |
| Leo-Trepp-Straße 15 53° 8′ 36″ N, 8° 12′ 24″ O | Baptistenkapelle, jetzt Synagoge                  | Saalbau, giebelständiger Putzbau unter Satteldach. Straßenfront mit Spitzbogenportal in Wandfeld mit Eckzinnen, darüber Risalit mit zwei Spitzbogenfenstern und Oculus, bekrönt von Zinnenkranz, seitlich spitzbogige Blendfenster, Eckstrebepfeiler und ansteigende Zinnenkränze. Erbaut 1867–1868 als Baptistenkapelle, Architekt: H. Queße. 1905 Guttempler-Loge. 1916 Ankauf durch das Peter-Friedrich-Ludwigs-Hospital und Umbau zum Isolierhaus. 1930 und 1959 weitere Umbauten für die Nutzung als Schule und Labor. 1994 erneuter Umbau zum Jüdischen Kulturzentrum (Synagoge). Über dem Portal eine hebräische Inschrifttafel von der ab 1854 erbauten und 1938 zerstörten zweiten Oldenburger Synagoge. | 37449759 |      |
| Leo-Trepp-Straße 18 53° 8′ 36″ N, 8° 12′ 27″ O | Peter-Friedrich-Ludwigs-Hospital (Isolierhaus)    | Zweigeschossiger Putzbau unter Walmdach / Satteldach, Dreiflügelanlage mit fünfachsiger Hauptfront nach Süden zum Hauptgebäude des Peter-Friedrich-Ludwigs-Hospitals. Einachsiger Mittelrisalit mit Eingang und Giebel, daran drei zinnenartige Auszüge. Nach Osten weiterer übergiebelter Risalit mit Eingang, davor modernes Vordach. Auf der Nordseite mittig jüngerer Anbau. Sparsame Putzgliederung: geschossteilendes Gesims, Bänder auf Höhe der Sohlbänke und Stürze, segmentbogenförmig um die Fenster gezogen. Erbaut 1896 als Isolierhaus, 1936 zur Dermatologie umgebaut. Seit 1986 Musikschule. | 37449482 | BW   |
| Leo-Trepp-Straße 21 53° 8′ 36″ N, 8° 12′ 24″ O | Wohnhaus                                          | Traufständiger eingeschossiger Putzbau von fünf Achsen unter Schopfwalmdach. Eingang mittig. Öffnungen segmentbogig. Vorgarten. Erbaut um 1860. | 37423274 |      |
| Leo-Trepp-Straße 23 53° 8′ 37″ N, 8° 12′ 25″ O | Wohnhaus                                          | Eckhaus zur Katharinenstraße. Zweigeschossiger Putzbau über Sockelgeschoss unter Pyramidendach. Abgeschrägte Ecke von einer Achse, links zur Leo-Trepp-Straße nur mittig Eingang mit Freitreppe und darüber ein Fenster, rechts zur Katharinenstraße vier Achsen. Putzgliederung: Quaderung, geschossteilende Gesimse, im OG Brüstungsgesims, Fensterrahmungen, Brüstungsreliefs, an der Ecke im OG Französischer Balkon auf Konsolen, begleitende Säulen und Ädikula, zur Katharinenstraße in den beiden mittleren Achsen Pilaster und Gebälk sowie im OG seitlich Ädikulen, Kranzgesims mit Rankenfries und Konsolfries. Vorgarten. Erbaut 1876 durch Maurermeister August Töbelmann.                           | 37423295 | BW   |